# Łazowiki (przystanek kolejowy)
Łazowiki (biał. Лазовікі; ros. Лазовики) – przystanek kolejowy w pobliżu miejscowości Horki, w rejonie lepelskim, w obwodzie witebskim, na Białorusi. Położony jest na linii Orsza - Lepel.